# カエターノ・ヴェローゾ
カエターノ・ヴェローゾ（Caetano Veloso、1942年8月7日 - ）は、ブラジルの作曲家および歌手。

## 来歴
ヴェローゾはバイーア州サント・アマーロ・ダ・プリフィカサォンで、ジョゼ・テリス・ヴェローゾ(José Telles Veloso)とクラウディオノール・ヴィアナ・テリス・ヴェローゾ(Claudionor Vianna Telles Veloso)の7人の子供の5番目として生まれた。彼は彼のすぐ下の妹の名前を、そのとき人気のあったネルソン・ゴンサルヴェスの曲から取って付けた。それはマリア・ベターニア (Maria Bethânia)であった。マリアは彼に先駆けて1960年代の中頃には歌手として有名になっていた。
彼は1967年に、ガル・コスタとのデュエット・アルバム『ドミンゴ(Domingo)』をリリース。このアルバムは、彼が後に発表する作品とは異なり、純粋なボサノヴァ・アルバムであった。彼の初期の音楽は同じバイーア出身であるジョアン・ジルベルトやドリヴァル・カイミからの強い音楽的影響を漂わせている。特にジョアンからは音楽性だけでなく、その音楽人としての生き方に影響を受けており、ジョアン・ジルベルトの継承者とも称される。
しかしその後は、ジルベルト・ジル、ガル・コスタ、トン・ゼー、シコ・ブアルキ、ムタンチスなどの彼の音楽仲間たちと共に、後期のビートルズなどからの影響を多分に受け、「トロピカリア」（トロピカリズモ）と呼ばれる音楽的ムーブメントを形成していった。これは、ブラジルのポピュラー音楽と欧米のロックンロール、そして前衛芸術的な音楽の要素をミックスし、より国際的に、よりサイケデリックに、そして社会意識的なサウンドだった。ヴェローゾの政治的なスタンスは、1985年まで支配したブラジルの軍事政権の独裁に対する敵意を根源とする純粋な左翼的スタンスであり、彼の歌はたびたび検閲され、焼かれることもあった。彼はまた、社会主義者からは距離を置かれた。彼の音楽が、（ロックンロールがそうであるように）非国家主義的な思想の支持を受け、またその象徴だったからである。ヴェローゾとジルベルト・ジルは1968年に「反政府主義活動」のかどで刑務所に入れられ、2人は1969年7月に共演ライヴ（この時の録音は1972年にライヴ・アルバム『バーハ69』として発表される）を行った後、ロンドンへ亡命した。翌月には、亡命前に録音された『ホワイト・アルバム』が発売される。そして、ロンドンで『イン・ロンドン』、『トランザ』といったアルバムを制作した後、1972年に帰国。同年11月22日、後にミュージシャンとしてデビューを果たす息子モレーノ・ヴェローゾが生まれた。それからの彼の作品には、国際的なスタイルだけではなく、少し忘れ去られてしまったようなブラジルの伝統的スタイルやリズムも多く取り入れられるようになった。
1981年のアルバム『オウトラス・パラーヴラス』は、ヴェローゾのアルバムとしては初めてブラジル国内の売り上げが10万枚を突破した。1980年代になると、ヴェローゾの人気はブラジル国外でも高まり、イスラエル、フランス、アフリカなどでもツアーを行った。また、1983年には初のアメリカ公演を実現させる。1989年のアルバム『エストランジェイロ』は、アート・リンゼイが共同プロデューサーとして参加し、ヴェローゾのアルバムとしては初めてアメリカ盤も発売された。2004年までに、彼は、尊敬される多作な国際的なポップスターとして、ペドロ・アルモドバル監督の映画「トーク・トゥ・ハー(Hable con Ella)」や映画「フリーダ」のサウンドトラックの曲を含む50以上のレコードがリリースされている。
1997年には、彼の初期の頃のことやトロピカリア運動について記した書籍『Verdade Tropical』を出版。同書は、2002年には『Tropical Truth: A Story of Music and Revolution in Brazil』というタイトルで英訳された。また、1997年のアルバム『リーヴロ』は、2000年2月に第42回グラミー賞で最優秀ワールド・ミュージック・アルバム賞を受賞。1998年2月20日には、母校のバイーア連邦大学より、名誉教授の称号を与えられた。2000年、ジョアン・ジルベルトのアルバム『ジョアン 声とギター』をプロデュースした。
アルバム『異国の香り〜アメリカン・ソングス(A Foreign Sound)』（2004年）は、彼のはじめての、全曲英語のCDである。この中で、ニルヴァーナの「カム・アズ・ユー・アー(Come as You Are)」や、アメリカン・スタンダードナンバーなどをカヴァーしている。
2006年の『セー(Cê)』、2009年の『ジー・イ・ジー(Zii e Zie)』、2012年の『アブラサッソ(Abraçaço)』といったアルバムは、若手ミュージシャン3人から成る「バンダ・セー」と共に録音された三部作として位置付けられている。

## ディスコグラフィ

### スタジオ・アルバム
- 1967年 ドミンゴ - Domingo (Philips) with ガル・コスタ
- 1968年 アレグリア・アレグリア - Caetano Veloso (Philips)
- 1968年 トロピカリア- Tropicália ou Panis et Circensis (Philips) with ジルベルト・ジル、ムタンチス、ナラ・レオン、ガル・コスタ
- 1968年 "Veloso, Gil e Bethania" (RCA Victor) with ジルベルト・ジル、マリア・ベターニア
- 1969年 ホワイト・アルバム - Caetano Veloso (Philips)
- 1971年 イン・ロンドン - Caetano Veloso (Philips)
- 1972年 トランザ - Transa (Philips)
- 1973年 アラサー・アズール - Araçá Azul (Philips)
- 1975年 ジョイア - Jóia (Philips)
- 1975年 クアルケル・コイザ - Qualquer Coisa (Philips)
- 1977年 ビーショ - Bicho (Philips)
- 1978年 ムイト - Muito (dentro da estrela azulada) (Philips)
- 1979年 シネマ・トランセンデンタル - Cinema Transcendental (Polygram/Philips)
- 1981年 オウトラス・パラーヴラス - Outras Palavras (Philips)
- 1981年 海の奇蹟 - Brasil (WEA) with ジョアン・ジルベルト、ジルベルト・ジル、マリア・ベターニア
- 1982年 コーリス・ノーミス - Cores, Nomes (Philips)
- 1983年 ウンス - Uns (Philips)
- 1984年 ヴェロー - Velô (Philips)
- 1986年 カエターノ・ヴェローゾ - Caetano Veloso (Nonesuch)
- 1987年 フェラ・フェリーダ - Caetano (Philips)
- 1989年 エストランジェイロ - Estrangeiro (Philips) アート・リンゼイ制作
- 1991年 シルクラドー - Circuladô (Polygram)
- 1993年 トロピカリア2 - Tropicália 2 (Polygram/Philips) with ジルベルト・ジル
- 1994年 粋な男 - Fina Estampa (Polygram)
- 1997年 リーヴロ - Livro (Polygram)
- 2000年 ノイチス・ド・ノルチ - Noites do Norte (Universal Music)
- 2002年 カエターノ・ヴェローゾ&ジョルジ・マウチネル〜オレは謝らない - Eu Não Peço Desculpas (Universal Music) with ジョルジ・マウチネル
- 2004年 異国の香り〜アメリカン・ソングス - A Foreign Sound (Universal Music)
- 2006年 セー - Cê (Universal Music)
- 2009年 ジー・イ・ジー - Zii e Zie (Universal Music)
- 2012年 アブラサッソ - Abraçaço (Universal Music)
- 2022年 メウ・ココ - Meu Coco (Sony Music Entertainment)

### ライブ・アルバム
- 1968年 Ao Vivo (Philips) with ムタンチス
- 1972年 バーハ69 - Barra 69 ao vivo na Bahia (Philips) with ジルベルト・ジル
- 1972年 Caetano e Chico - Juntos ao Vivo (Phonogram) with シコ・ブアルキ
- 1974年 Temporada de Verão - ao vivo na Bahia (Phonogram) with ガル・コスタ、ジルベルト・ジル
- 1976年 Doces Bárbaros (Philips) with ガル・コスタ、ジルベルト・ジル、マリア・ベターニア
- 1977年 Bicho Baile Show with バンダ・ブラック・リオ
- 1978年 Maria Bethânia e Caetano Veloso ao Vivo (Phonogram) withマリア・ベターニア
- 1986年 トータルメンチ・ヂマイス - Totalmente Demais (Polygram/Philips)
- 1992年 ポートレイト - Circuladô Vivo (Polygram)
- 1995年 "粋な男"ライヴ〜カエターノ・ヴェローゾ・ライヴ・イン・リオ - Fina Estampa ao Vivo (Polygram)
- 1998年 プレンダ・ミーニャ - Prenda Minha (Polygram)
- 1999年 フェリーニへのオマージュ - Omaggio a Federico e Giulietta (Universal Music)
- 2001年 ノイチス・ド・ノルチ・ライヴ - Noites do Norte ao vivo (Universal Music)
- 2001年 カント・ライヴ - Canto (DVD, Columbia/Legacy) with ロス・スーパー・セヴン
- 2007年 セー・ライヴ - Cê ao Vivo
- 2008年 E a Música de Tom Jobim with ロベルト・カルロス
- 2011年 MTV Ao Vivo – Caetano – Zii e Zie
- 2011年 カエターノ・ヴェローゾ&マリア・ガドゥ - Caetano e Maria Gadú Multishow ao vivo
- 2012年 Live at Carnegie Hall (2004年録音、with デヴィッド・バーン)
- 2014年 アブラサッソ・ライヴ - Multishow ao Vivo Caetano Veloso Abraçaço
- 2016年 Dois Amigos (Caetano Veloso and Gilberto Gil)
- 2018年 Ofertorio

### サウンドトラック
- 1995年 O Quatrilho (Natasha/Blue Jackel)
- 1996年 Tieta do Agreste (Natasha/Blue Jackel)
- 1997年 チエタ〜オリジナル・サントラ（ガル・コスタ、ゼゼ・モッタ、オズバルジーニョ、 ジダーなども参加）
- 1999年 Orfeu
- 2002年 『トーク・トゥ・ハー』
- 2002年 『フリーダ』
- 2004年 Meu Tio Matou um Cara
- 2004年 Eros
- 2007年 フランシスコの2人の息子(ゼゼ・ヂ・カマルゴ&ルシアーノ、アントニオ・マルコス、マリア・ベターニャ、 ワネッサ・カマルゴなどと)

### コンピレーション
- 1977年 ムイトス・カルナヴァイス - Muitos Carnavais (Phonogram/Philips)
- 1996年 エイズ・チャリティー・アルバム『Red Hot + Rio』に『É Preciso Perdoar』という曲で参加。
- 1998年 『Red Hot + Lisbon』に"Dreamworld: Marco De Canaveses"で参加。
- 2002年 Todo Caetano (40枚組ボックス・セット)  Universal Music
- 2003年 アントロジア〜オールタイム・ベスト
- 2012年 カエターノ〜ザ・ディフィニティヴ・コレクション(2CD)

## 書籍
- 1997年 - Verdade Tropical  Companhia das Letras